# Сент-Мор, Николас, 3-й барон Сент-Мор
Николас де Сент-Мор (англ. Nicholas de St Maur; умер 8 августа 1361) — английский аристократ, 3-й барон Сент-Мор с 1334 года. Второй сын Николаса де Сент-Мора, 1-го барона Сент-Мора, и Элен де ла Зуш. После смерти старшего брата Томаса унаследовал обширные владения в Сомерсете, Уилтшире и Глостершире, а также права на баронский титул. Участвовал в войне на континенте: сражался при Креси и осаждал Кале в 1346 году. В 1351 году выполнял обязанности мирового судьи в Сомерсете.
Барон был женат на Мюриэль Ловел, дочери Джеймса Ловела, внучке и наследнице Ричарда Ловела, барона Ловела из Кэри. Благодаря этому браку он приобрёл новые владения в Сомерсете и Дорсете, стал de-jure бароном Ловелом из Кэри. Мюриэль родила двух сыновей, Николаса (приблизительно 1352—1362) и Ричарда (после 1352—1402).